# Roger Mortimer (comte)
|  | Per a altres significats, vegeu «Roger Mortimer (desambiguació)». |

Roger Mortimer (25 d'abril del 1287 – 29 de novembre del 1330), fou el tercer baró de Mortimer i primer comte de la Marca. Amplià els seus dominis en la Marca de Gal·les i a Irlanda gràcies al seu matrimoni amb Joana de Greneville. El novembre del 1316 fou nomenat lord tinent d'Irlanda. Estigué empresonat a la Torre de Londres el 1322 per haver dut els senyors de la Marca a un alçament contra Eduard II, ja que trobava que el rei desatenia les seves obligacions i donava massa mà lliure al seu privat Hug le Despenser. Aconseguí fugir i marxà a França, on sembla que tingué un idil·li amb la reina d'Anglaterra. Entre ambdós efectuaren un cop d'estat i durant tres anys ell fou de facto el governant d'Anglaterra, fins que Eduard III el feu penjar, acusat d'assumir el poder reial i altres delictes.

## Orígens i joventut
Mortimer, net de Roger, el primer baró de Mortimer, nasqué al castell de Wigmore (Herefordshire). Era fill d'Edmund Mortimer i de Margaret de Fiennes. Nasqué el 25 d'abril del 1287. El seu pare era un fill segon, per la qual cosa estava destinat a fer carrera eclesiàstica, però a la mort inesperada del seu germà gran esdevingué l'hereu del títol i es casà.
Segons el seu biògraf, Ian Mortimer, Roger Mortimer probablement fou enviat de jove a casa del seu oncle per aprendre l'ofici de cavaller, Roger Mortimer de Chirk, el qual era famós per haver portat el cap tallat de Llywelyn ap Gruffudd al rei Eduard I d'Anglaterra el 1282.
Roger assistí a la coronació d'Eduard II d'Anglaterra el 25 de febrer del 1308 i formà part de la processó ritual portant la taula amb les robes reials.
La infantesa de Roger s'acabà de cop quan el seu pare morí en un atac quan passava per Builth el juliol del 1304. Com que encara era menor d'edat, Eduard I el posà sota tutela de Piers Gaveston, 1r comte de Cornualla. El 22 de maig del 1306, en una cerimònia a l'abadia de Westminster, juntament amb dos cents cinquanta-nou nois més, fou nomenat cavaller i rebé tota l'herència del seu pare.

## Matrimoni
Com altres joves nobles del seu temps, Roger Mortimer fou promés quan era un noi, amb Joana de Geneville, filla de sir Piers de Geneville, senyor dels castells de Trim i Ludlow. Es casaren el 20 de setembre del 1301 quan tenia catorze anys i el primer fill nasqué l'any següent.
Amb aquest matrimoni no tan sols adquirí nombroses possessions en la Marca de Gal·les, inclòs el castell de Ludlow, que esdevindria la principal residència dels Mortimer, sinó també finques i poder a Irlanda. Tanmateix, Joana de Geneville encara no havia rebut cap herència en el moment del seu matrimoni. L'avi de Joana, Geoffrey de Geneville, a l'edat de vuitanta anys el 1308, llegà a Roger Mortimer molts, encara que no tots, dels seus senyorius a Irlanda i llavors es retirà; morí el 1314, i llavors Joana el succeí en el títol com a 2a baronessa de Geneville. Durant la seva vida Geoffrey havia llegat al seu fill Simon de Geneville moltes altres terres, com Kenlys, que esdevingué baró de Culmullin pel seu matrimoni amb Joanna FitzLeon. Roger Mortimer, per tant, només el succeí en la part oriental del senyoriu de Meath, que tenia la capital a Trim.

## Aventures militars per Irlanda i Gal·les
El 1308 anà a Irlanda per assumir en persona el control sobre les seves terres. Això el portà a un conflicte amb la família De Lacys, els quals donaren el seu suport a Edward Bruce, germà de Robert Bruce, rei dels escocesos. Roger Mortimer fou nomenat Lord tinent d'Irlanda per Eduard II d'Anglaterra el 23 de novembre del 1316. Poc després, encapçalant un exèrcit, portà Edward Bruce a Carrickfergus i els De Lacy a Connaught, i ordenà capturar també els partidaris d'aquests. Tornà a Anglaterra el 1318 i durant els següents anys estigué enfeinat amb les disputes entre els barons de la fontera gal·lesa.

## En oposició a Eduard II
Roger Mortimer s'anà decebent del seu rei i s'uní a altres que estaven en contra d'ell i els Le Despenser (pare i fill). Quan Hug le Despenser el Jove rebé unes terres que li corresponien a ell, Roger i altres senyors de la Marca efectuaren devastadors atacs contra les propietats de Le Despenser a Gal·les. Donà suport a Humphrey de Bohun, 4t comte de Hereford, quan es negà a obeir la crida del rei el 1321 dient que no assistiria mentre Le Despenser el Jove estigués al seu costat. Mortimer menà una marxa contra Londres, amb una tropa que duia els seus colors: camisa verda i màniga groga. Els prohibiren entrar a la ciutat i muntà setge. Aquests actes d'insurrecció provocaren que a l'agost els consellers (Lords Ordainers) encapçalats per Thomas de Lancaster, obligaren el rei a desfer-se'n dels Despenser. El rei envià a l'octubre una expedició contra Margaret de Clare, per haver-se negar a acollir la reina Elisabet en el castell de Leeds. Amb la popularitat recuperada, Eduard II obtingué el vistiplau dels barons moderats per fer tornar els Le Despenser. Mortimer, però, no acceptà aquesta situació i inicià una altra revolta contra el monarca, que fou anomenada guerra contra els Despenser.
El gener del 1322 Mortimer atacà i incendià Bridgnorth però, estant en inferioritat numèrica, finalment ell i el seu oncle, Mortimer de Chick, es rendiren a Shrewsbury. Roger Mortimer s'uní a Thomas Lancaster en la batalla de Boroughbridge el març del 1322 i el juliol s'ordenà la seva captura. Lancaster fou executat i Mortimer fou condemnat a mort però pogué commutar la sentència per la cadena perpètua i fou tancat a la Torre de Londres. L'agost del 1323, Gerald de Alspaye, ajudant de l'encarregat de la torre, drogà els guàrdies que el vigilaven i Roger Mortimer pogué escapar. Provà de capturar el castell de Windsor i el de Wallingford per alliberar altres que s'havien revoltat amb ell. Després fugí a França, perseguit per caçadors de recompenses els quals complien l'ordre de portar-lo viu o mort.
Durant l'any següent, la reina Elisabet, ansiosa per fugir del seu marit, obtingué el consentiment per anar a veure el seu germà, el rei Carles IV de França, aprofitant que s'havia de negociar la pau amb relació a un conflicte amb Gascunya (guerra de Saint-Sardos). En la cort francesa, Elisabet es trobà amb Mortimer, el qual es guanyà el seu favor i la convertí en la seva amant. El rei anglès envià una carta a la cort francesa demanant el retorn de la reina, però ella respongué que no tornaria a Anglaterra mentre els Le Despenser continuessin tenint la confiança d'Eduard II. Llavors Eduard deixà d'enviar-li diners i, tement el pitjor, posà guàrdies a la costa per impedir l'arribada d'Elisabet.
Alguns historiadors han especulat que potser ja eren amants abans de sortir d'Anglaterra, però que ella l'havia abandonat a la seva sort en ser tancat a la Torre de Londres. El fet és que Elisabet s'arriscà molt quan li concedí el seu suport en trobar-lo a París el Nadal del 1325, la infidelitat femenina era durament castigada en aquell temps. El 1326, ja sense el suport del rei francès, ambdós acompanyaren el príncep Eduard a Hainaut, potser per negociar un matrimoni entre el príncep i la filla del comte, i després Elisabet reclutà tropes al Ponthieu (Picardia).

## Invasió i derrota d'Eduard II
Les tropes reclutades desembarcaren per dos llocs, a Portsmouth i en l'estuari del riu Orwell, a Ipswich, el 24 de setembre del 1326; també hi anava el príncep Eduard i el comte Enric de Lancaster. Londres s'uní en suport de la reina, mentre el rei Eduard II i els Le Despenser fugien cap a l'oest, perseguits per Mortimer i Elisabet. Després d'algunes setmanes voltant per Gal·les, el rei fou capturat el 16 de novembre i obligat a abdicar a favor del seu fill. Tot i que el 25 de gener del 1327 el príncep fou coronat com a Eduard III d'Anglaterra, el país fou governat per Mortimer i Elisabet. El 21 de setembre d'aquell any, Eduard II morí en captivitat i les sospites sobre la culpabilitat recaigueren sobre Roger Mortimer, tot i que mai s'ha pogut demostrar.

## Pèrdua del poder
Mortimer se centrà en restaurar les propietats de què els Le Despenser havien privat, primer als senyors de la Marca que li havien donat suport i al llarg de l'any arribà a emetre centenars de perdons i restitucions. El nou rei el nomenà conestable del castell de Wallingford i pel setembre del 1328 li concedí el títol de comte de la Marca. Tot i que en qüestions militars era més competent que els Le Despenser, la seva ambició anà en contra d'ell. El seu fill Geoffrey, l'únic que sobrevisqué a l'edat adulta, se'n reia d'ell anomenant-lo el rei esbojarrat i criticava la seva manera de vestir amb «riques robes fora de lloc tant en la forma com en l'ocasió.». Durant el breu temps que estigué al govern d'Anglaterra, s'apropià dels senyorius de Denbigh, Oswestry i Clun (el primer dels quals havia estat de Le Despenser i els altres dos del comte d'Arundel). La reina li concedí el senyoriu de Montgomery, situat a la Marca. Durant la guerra de Saint Sardos (França) Mortimer i la reina gastaren més de 60.000 lliures, cosa que buidà totalment la Tresoreria reial. Els Lancaster, escandalitzats per aquesta irresponsable manera de governar, iniciaren una oposició.
La gelosia d'alguns nobles els impulsà a unir-se'n a l'oposició. El 1328 Simon Mepeham, del partit dels Lancaster, fou escollit arquebisbe de Canterbury sense controvèrsia. Això, però, no aturà el moviment d'oposició. El 15 d'octubre, un parlamentari dit sir Robert Holland, fou assaltat quan anava al Parlament per uns lladres que li prengueren la bossa dels diners i l'assassinaren. El comte de Lancaster digué aquests suposats lladres, eren en realitat gent pagada per Mortimer per matar-lo. Tot i que Mortimer jurà que no n'havia tingut res a veure, Enric III decidí obrir una investigació i sotmetre'l a judici, en contra dels drets estipulats a la Magna Carta i ajornà la sessió del parlament al 31 d'octubre. Mentrestant, Mortimer marxà a casa seva, a la Marca. Era molt probable que el mateix comte de Lancaster hagués pagat els assassins per després acusar Mortimer, però no hi havia manera de demostrar-ho. Lancaster aprofità l'absència de Mortimer per malparlar d'ell a les tropes, l'acusava a ell i a la reina d'haver signat un mal tractat per posar fi a la guerra d'independència dels escocesos i de portar el país a la ruïna.
Pel març del 1330, Edmund de Kent, oncle del rei, que havia estat anteriorment partidari de Mortimer, fou enxampat planejant una revolta i Mortimer ordenà la seva execució immediata. L'execució d'un príncep sense el consentiment del rei ni haver estat informat era una greu provocació; des de llavors Eduard III decidí allunyar-se del seu tutor i a confiar més en el comte de Lancaster. Uns dies després de l'aniversari en què Eduard III assumia la majoria d'edat, convocà el parlament en el castell de Nottingham, i un cop arribat Mortimer manà que l'arrestessin. Malgrat les súpliques de la reina, Mortimer fou tancat a la Torre de Londres acusat d'haver assumit el poder reial i altres petites faltes. Fou condemnat sense judici i penjat a Tyburn el 29 de novembre del 1330 i les seves possessions confiscades per la corona. El seu cos estigué exposat a la forca durant dos dies i dues nits. La seva vídua rebé el perdó el 1336. Sembla que la reina manà enterrar el seu cos al convent franciscà de Coventry i anys més tard la vídua traslladà les despulles a l'abadia de Wigmore.

## Descendència
Roger i la seva esposa Joana tingueren tres fills i vuit filles:
- Edmund Mortimer (1302–1331), que es casà amb Elizabeth de Badlesmere; pares de Roger de Mortimer, el qual heretà el títol de comte de la Marca.
- Margaret Mortimer (1304 – 1337), que es casà amb Thomas, tercer baró de Berkeley.
- Maud Mortimer (1307 – després del 1345), que es casà amb John de Charlton, lord de Powys.
- Geoffrey Mortimer (1309–1372/6), que heretà el senyoriu francès de Couhé de la seva àvia Joana de Lusignan.[29]
- John Mortimer (1310–1328)
- Joan Mortimer (c. 1312 – 1337/51), que es casà amb el baró James Audley
- Isabella Mortimer (c. 1313 – after 1327)
- Katherine Mortimer (c. 1314 – 1369), que es casà amb Thomas de Beauchamp, 11è comte de Warwick
- Agnes Mortimer (c. 1317 – 1368), que es casà amb Laurence Hastings, comte de Pembroke
- Beatrice Mortimer (? – 1383), que es casà amb Edward de Norfolk i després amb Thomas de Brewes.[30]
- Blanche Mortimer (c. 1321 – 1347), que es casà amb el baró Peter de Grandison.

A través del seu fill, Edmund Mortimer, fou l'ancestre dels monarques Plantagenet que governaren Anglaterra des d'Eduard IV fins a Ricard III.